# Nußberger Weiher
Die Nußberger Weiher sind eine Reihe zur Fischzucht künstlich erweiterter Weiher in der Gemeinde Seeshaupt, Landkreis Weilheim-Schongau. Historisch gehörten sie zum Kloster Bernried.
Der größte Weiher wird als Nußberger Weiher bezeichnet. Weitere Weiher sind der Schwabweiher, der Neue Weiher, der Hausweiher, der Hapberger Weiher und der Bernrieder Weiher, sowie weitere kleinere namenlose Gewässer, die sich um das Gehöft Nußberg gruppieren. Alle Weiher befinden sich in der näheren Umgebung des Weilers und sind von dort aus leicht zu erreichen. Der Lachenweiher ist ein weiterer Weiher in der Seengruppe, welcher sich jedoch bereits im Naturschutzgebiet Bernrieder Filz befindet.
Die Weiher entwässern je über den Seeseitenbach oder den Rötlbach zum Starnberger See. Damit liegen sie im einzigen Teil des Eberfinger Drumlinfeld, der nicht zum Ammersee entwässert.

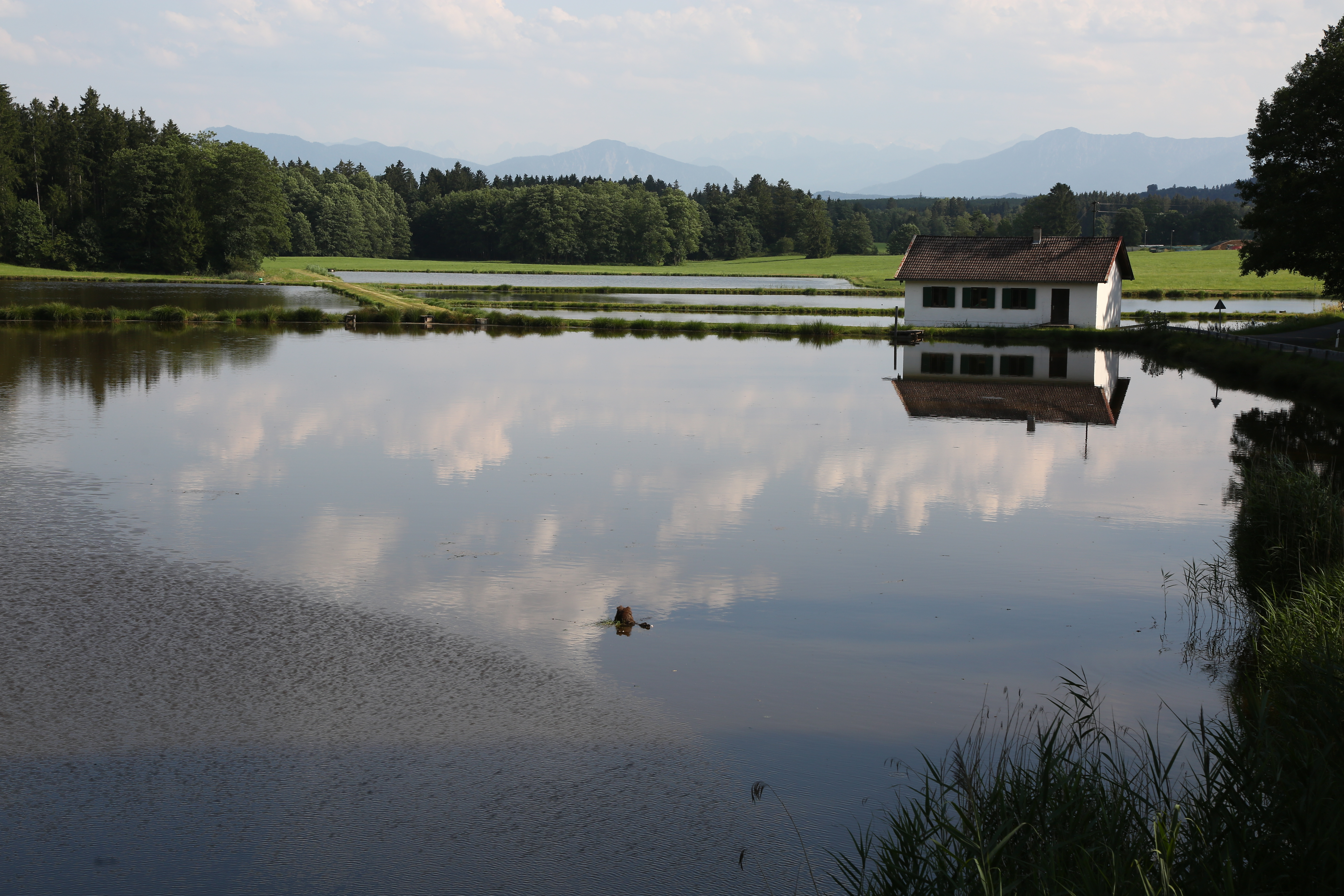
Bernrieder Weiher (weitere Fischteiche im Hintergrund)
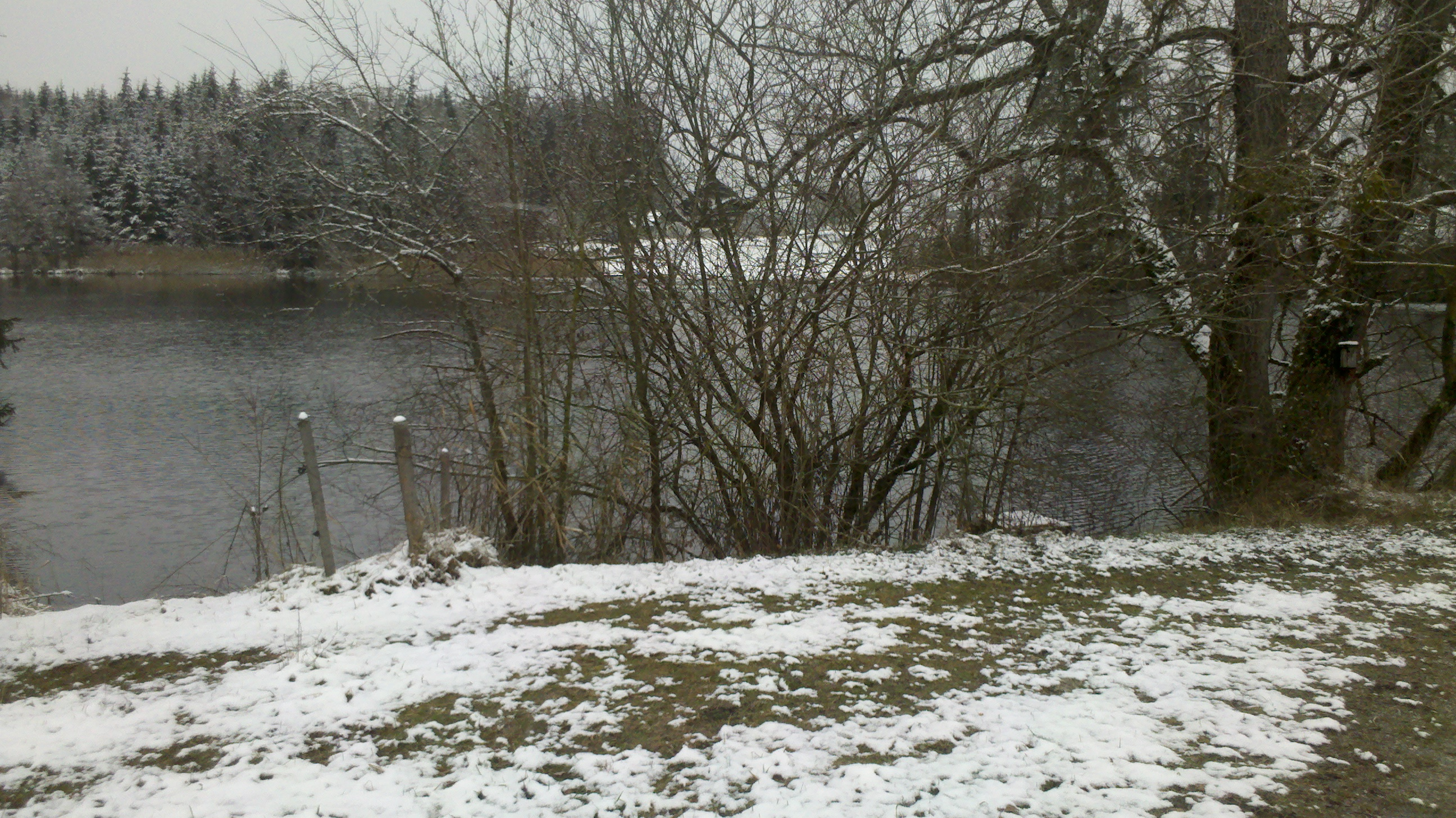
Hapberger Weiher
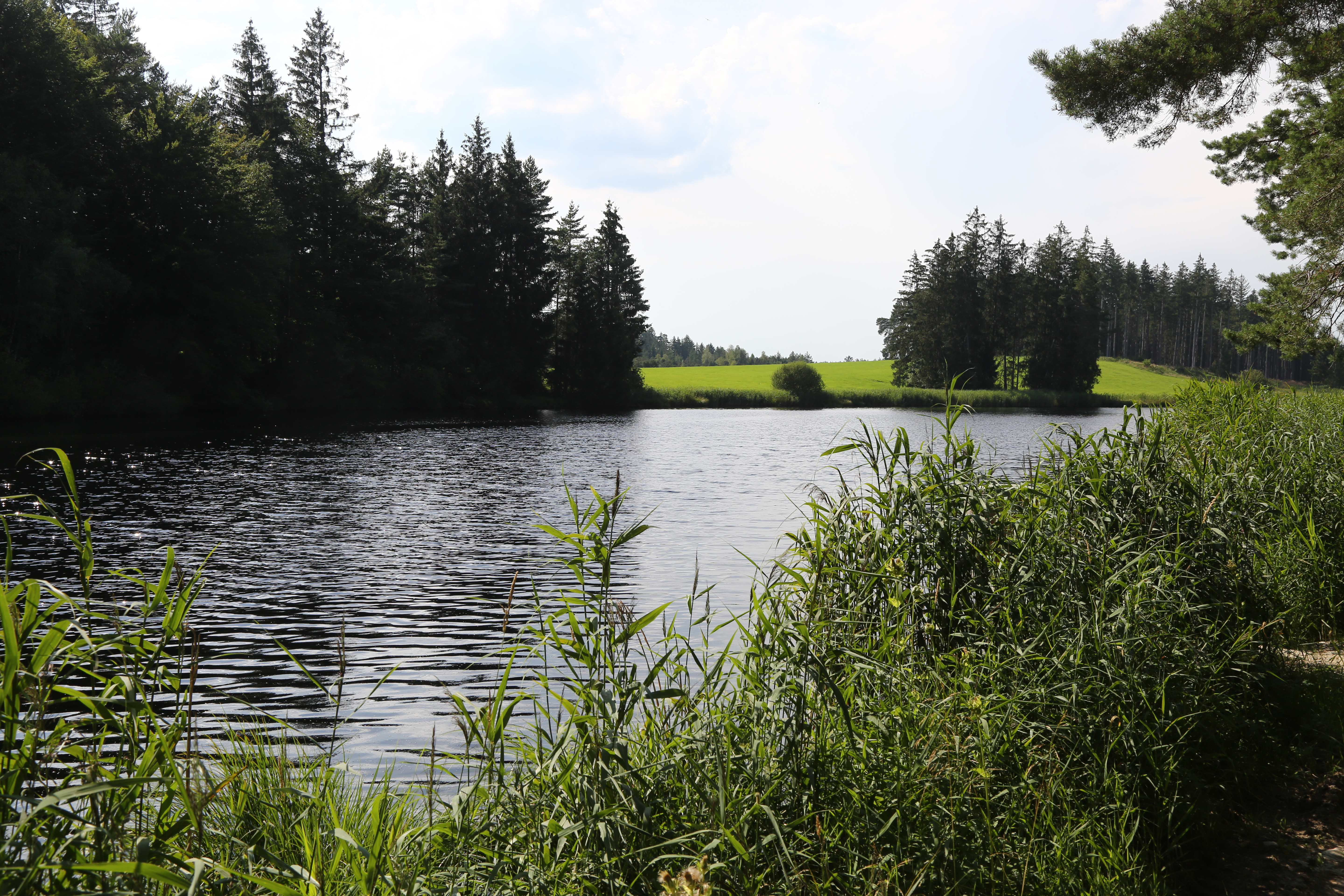
Neuer Weiher
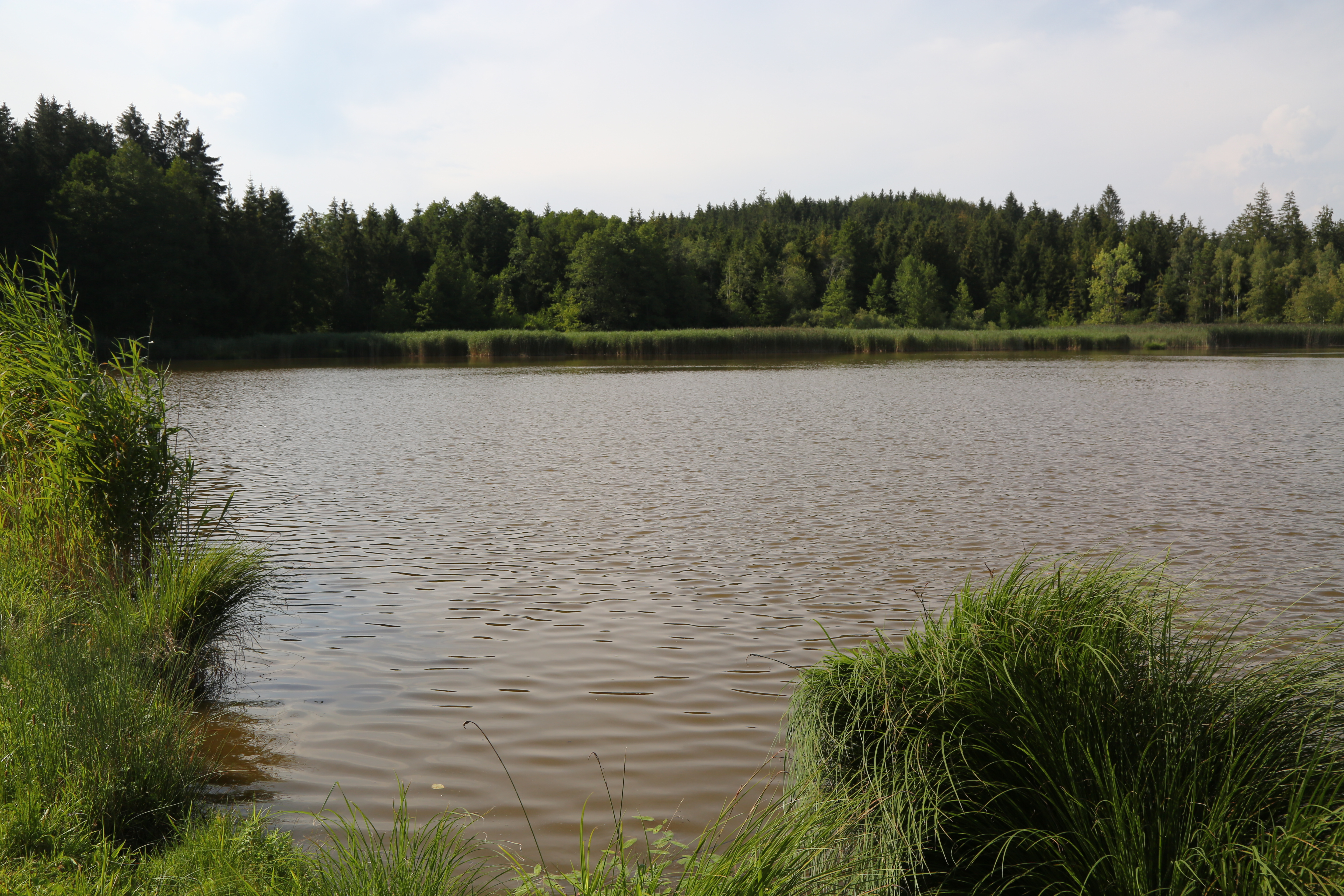
Hausweiher
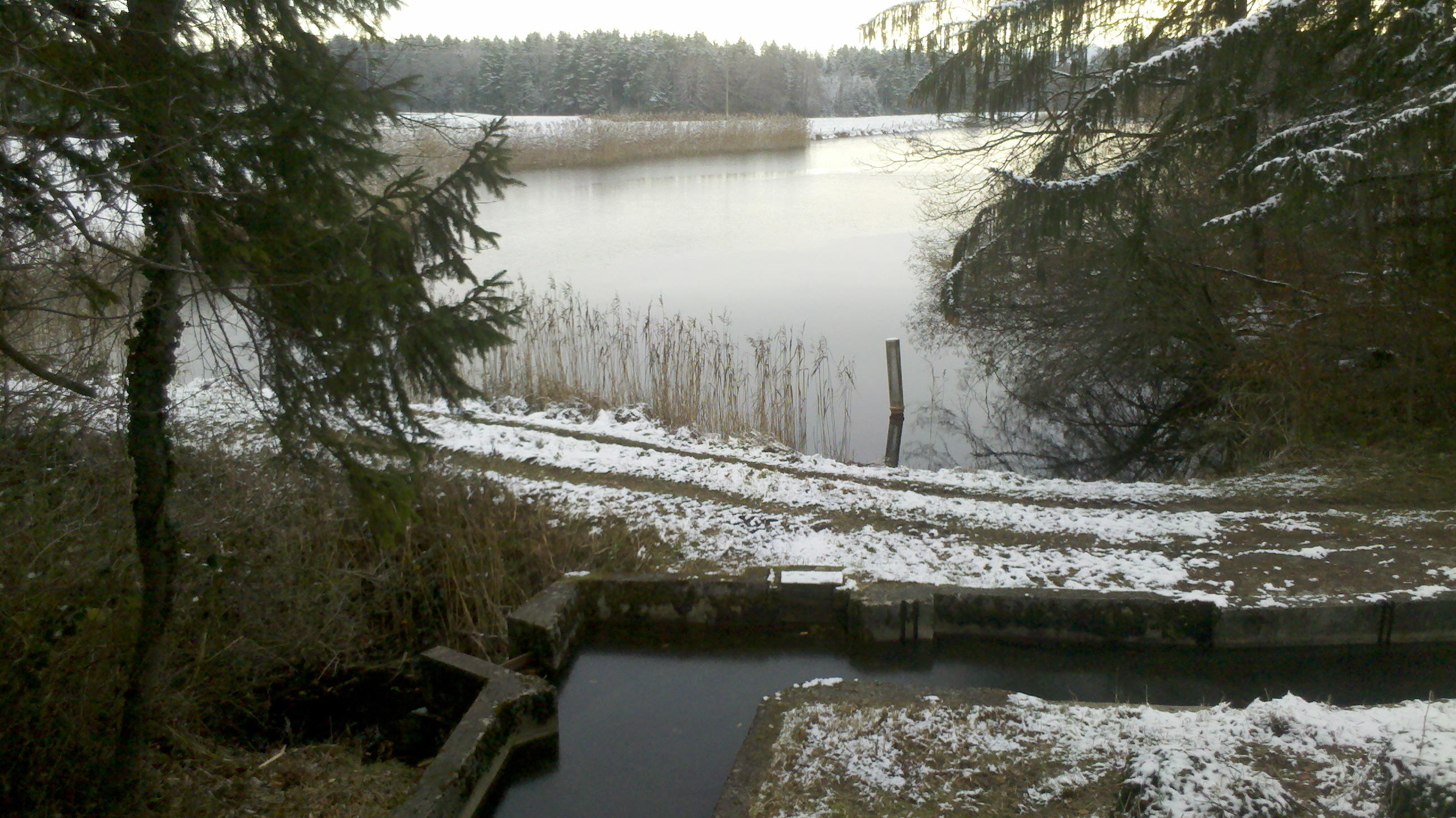
Schwabweiher